# Batrachognathus
Batrachognathus ("mandíbula de granota") fou un pterosaure ramforincoïdeu del Juràssic superior que habità al que actualment és la república del Kazakhstan, Àsia.
Només es coneix per restes incompletes de l'esquelet que consisteixen en fragments del crani, les mandíbules, vèrtebres, costelles, cames, i ossos de les ales. El cap de Batrachognathus era curt i contenia una ampla boca plena de petites dents ganxudes. És probable que tingués una dieta insectívora.
Es creu que està estretament emparentat amb Anurognathus.